# Igreja Cristã Maranata
A Igreja Cristã Maranata, também conhecida pelo acrônimo ICM, é uma denominação pentecostal brasileira, descrita como neopentecostal ou deuteropentecostal. Começou como um movimento de renovação espiritual entre presbiterianos no Espírito Santo. Trata-se de uma das denominações brasileiras de maior crescimento, o censo demográfico do Brasil de 2010 apontou que a igreja contava com 356 021 membros e está presente em países de todos os continentes.
A Igreja Cristã Maranata é sediada na cidade de Vila Velha, Espírito Santo. De 2007 a 2025, esteve sob a direção de seu terceiro presidente, Gedelti Victalino Teixeira Gueiros, em conjunto com o Conselho Presbiteral, formado, desde outubro de 2020 por mais 18 pastores.[carece de fontes?] Seu atual presidente é Sr. Alexandre Gueiros, ex-embaixador primo de Gedelti e genro de Edward Dodd, segundo presidente da instituição.
Segundo relatos da denominação, o primeiro culto teria sido realizado em Itacibá aos 31 de outubro de 1967 sob o nome de Igreja Cristã Presbiteriana. Em 3 de janeiro de 1968, foi feita a ata de organização da primeira igreja de Vila Velha, localizada no bairro Belém.Joel Ribeiro Brinco descreveu o surgimento da igreja em 28 de janeiro de 1965 em seu livro Igreja Presbiteriana de Vila Velha: 50 anos de história como um cisão da Igreja Presbiteriana depois de Gueiros não ser eleito para reassumir o seu comando e falhar em anular o pleito.
A denominação tem sido descrita ora como neopentecostal, ora como deuteropentecostal.  A instituição rejeita ambas classificações. Autorrefere-se como "Obra" ou "Obra do Espírito Santo".  Suas doutrinas baseiam-se na visão bíblica dos ensinos de seu profeta, pastor Jonas José Marques, e de seu fundador, pastor Gedelti Gueiros.

## Histórico
A Igreja Cristã Maranata, a igreja surgiu no final da década de 1960, sob influência do movimento de renovação carismático que atingiu denominações tradicionais naquela época. A instituição entende-se como resultado de um acontecimento profético previsto no Livro de Joel: «Acontecerá depois que derramarei o meu espírito sobre toda a carne; vossos filhos e vossas filhas profetizarão, os vossos anciãos sonharão, terão visões vossos mancebos.» (Joel 2:28) O presbitério da igreja afirma que a instituição não dá ênfase em pessoas específicas e não determina um fundador oficial da organização, pois acredita ter sido Jesus Cristo o motivo do início da denominação.
O primeiro registro da Igreja Cristã Maranata (então chamada de Igreja Cristã Presbiteriana) foi no dia 31 de outubro de 1967 na casa da irmã Eurides Bagatelli no bairro Itacibá, em Cariacica. Esse primeiro culto foi dirigido pelo reverendo Milton Leitão. Todavia, a Igreja Cristã Maranata surgiu, como instituição religiosa, em janeiro de 1968 no município de Vila Velha no Espírito Santo com o objetivo de "adorar a Deus e pregar o evangelho conforme as escrituras do Velho e Novo Testamento como única regra de fé e prática, bem como conscientizar a formação espiritual e social do homem, a educação cristã, promover obras beneficentes e assistência moral e educacional, sem fins lucrativos em território nacional e exterior". Ocorre que, tendo perdido o irmão do terceiro presidente Gedelti Gueiros, Pr. Jedaías Gueiros, a eleição para pastor titular da Primeira Igreja Presbiteriana de Vila Velha, Gedelti (presbítero), seu pai, o também presbítero Abílio Gueiros e alguns membros passaram a reunir-se na Congregação Presbiteriana de Cruz do Campo, apelidada de "A Toca", pois os fiéis se reuniam dentro de um apartamento no bairro Divino Espírito Santo, em Vila Velha. Após aquelas reuniões, que foram marcadas por pregações de pastores pentecostais, estando o pastor titular da Primeira Igreja Presbiteriana de Vila Velha, Sebastião Bittencourt, proibido de lá pregar por ordem dos Gueiros, aos 3 de janeiro de 1968, 71 membros adultos e 12 membros menores de idade assinam a ata de fundação da Igreja Cristã Presbiteriana, que passou a chamar-se Igreja Cristã Maranata em 1980, após 12 anos de sua fundação. Uma vez que os 83 dissidentes já não estavam mais na Igreja Presbiteriana do Brasil, esta, tendo ciência da ata, desligou-os no final de janeiro de 1968, de modo que não foram expulsos, mas desligados por haverem fundado uma nova denominação.
Na versão contada pelos fundadores da Igreja Cristã Maranata, porém, ocorreu que vários membros da então Igreja Presbiteriana de Vila Velha passaram a reunir-se regularmente, em um lugar ermo para orar a Deus. "Estando no meio dessas orações, um novo pentecostes ocorreu, testemunhado por todos: o Espírito Santo começou a se manifestar no meio dos irmãos" – palavras do pastor Alexandre Gueiros -  as pessoas começaram a falar línguas estranhas, como ocorrera na igreja primitiva". Segundo o que diz Gedelti Gueiros, terceiro presidente da instituição, isso foi tomado como um chamamento do Espírito Santo para o início de uma nova obra, que foi o movimento Maranata.[carece de fontes?]
Em 1968, formalizou-se a igreja em Itacibá, na vizinha Cariacica. De forma paralela, residentes de Caratinga e Juiz de Fora passaram a frequentar a igreja. Mais tarde, em janeiro de 1980, por indicação do Pr. Jonas José Marques (quem teria recebido revelação divina para isso), a instituição passou a chamar-se Igreja Cristã Maranata, mostrando que ela seria conhecida no mundo todo pela mensagem que estaria pregando. “Maranata, o Senhor Jesus vem”.
A igreja expandiu-se muito por todo o Brasil e pelo mundo, principalmente no Estado do Espírito Santo e no Estado de Minas Gerais.

## Demografia
| Ano  | Membros |
| ---- | ------- |
| 2000 | 277.342 |
| 2010 | 356.021 |

Conforme as estatísticas do IBGE, em 2000, a denominação tinha 277 342 membros. Em 2010, o Censo do IBGE relatou que a Igreja Cristã Maranata crescera para 356 021 membros. Isso revela um crescimento de 28,36% nos dez anos entre os censos. 
Os membros da denominação estão concentrados sobretudo no Estado do Espírito Santo, o censo de 2010 do IBGE relatou que 130 949 membros da denominação residiam neste estado, correspondendo por 36,78% de todos os membros. No estado, a Igreja Cristã Maranata é a terceira maior denominação protestante, atrás apenas dos batistas e assembleianos. e é a décima terceira maior denominação protestante no Brasil por número de membros. 

## Lista de Presidentes
| Nome                               | Mandatos        |
| ---------------------------------- | --------------- |
| Manoel dos Passos Barros           | 1970-1986       |
| Edward Hemming Dodd                | 1986-2007       |
| Gedelti Victalino Teixeira Gueiros | 2007-2025       |
| Alexandre Ruben Milito Gueiros     | 2025-atualidade |

No período da prisão do terceiro presidente, Pr. Gedelti Gueiros, a Justiça Federal nomeou como Interventor Federal, para ocupar a presidência interinamente, o Pr. Júlio Cezar Costa. No entanto, o Juiz Dr. Ivan Costa Freitas, da 8.ª Vara Criminal de Vitória, destituiu o Pr. Júlio Costa para nomear, como seu sucessor, o Engenheiro Antônio Fernando Barroso Ribeiro.

## Cisões
Uma das primeiras comunidades dissidentes foi a Siló Igreja Cristã. No entanto, desde a divulgação na mídia das denúncias feitas pelo Ministério Público contra denominação, muitas outras denominações passaram a surgir, das quais, até 2019, destaca-se a Igreja Evangélica Maranata.[carece de fontes?]
A maior cisão se deu em 10 de agosto de 2020, quando o Pr. José de Anchieta Fraga Carvalho, que, até a data em questão, era membro do Conselho Presbiteral, professor dos Seminários nos "Maanains" e presidente do Instituto Bíblico Educacional Maranata - IBEM, juntamente com mais seis pastores da Maranata, saíram da denominação e fundaram a Igreja Cristã Reformada Avivalista no primeiro mês. No fim de setembro do mesmo ano a nova denominação já contava mais de cinquenta templos e novecentos membros, estando presente em sete países além do Brasil, como Estados Unidos da América e Inglaterra.[carece de fontes?]
Como resposta ao êxodo de membros e pastores, além de alterar estruturas de horários dos cultos, retornar aos cultos presenciais (em início de setembro de 2020), e trazer temas em cultos e Escolas Bíblicas Dominicais acerca de desligamentos de pastores e demais membros, o Presbitério da Igreja Cristã Maranata ordenou e ungiu 501 membros ao pastorado, até 3 de outubro de 2020. Entre 3 e 31 de outubro do mesmo ano, duzentos e 253 novos pastores foram ungidos ou ordenados, totalizando 754.

## Processos judiciais

### Assédio judicial
A Igreja Cristã Maranata, atuando sozinha ou em listiscorsórcio no qual figuram como parte ativa o Pr. Gedelti Gueiros e/ou o Pr. Diniz Cypreste, tem movido diversas  ações judiciais (assédio processual) contra ex-membros e apologistas (maioria youtuber) por críticas que fazem contra sua doutrina. Tal proceder encontra precedente: quando da prisão de membros da cúpula por coação às testemunhas e por acusação de organização criminosa, a instituição movera diversas ações judiciais contra veículos da imprensa, por noticiarem os fatos.
Apenas Pr. Sólon Pereira e sua igreja, a Igreja Cristã Celeiros, sofreu mais de dez (10) ações civis e penais pelo motivo. De igual modo, o Sr. Joaquim Wallace de Souza, bem como o Pr. José Magalhães Júnior e o apologista, que divulgou o livro do Presb. Joel Ribeiro Brinco, Raphael Leonessa.
Em âmbito da segunda instância (Tribunal de Justiça) e da instância superior (Superior Tribunal de Justiça), prevaleceu o direito à liberdade de expressão.
A igreja, ainda, promoveu ação penal contra o Brasil Paralelo, em razão do documentário acerca do paradeiro do Adélio Bispo, que esfaqueara Jair Messias Bolsonaro quando candidato nas eleições presidenciais de 2018, no qual um dos jornalistas afirmou que Adélio havia frequentado a igreja, dando a entender que se tratava de seita.

### Prisões
O pastor Gedelti Gueiros, presidente e fundador da Igreja Cristã Maranata (ICM), foi preso na manhã do dia 24 de maio de 2013, em sua casa, na Praia da Costa, Vila Velha, Grande Vitória. De acordo com a polícia, ao todo, foram expedidos 10 mandados de prisão contra membros da igreja. Oito foram cumpridos e dois integrantes se apresentaram espontaneamente. De acordo com o promotor de Justiça Paulo Panaro, os membros continuavam participando da administração e praticando crimes como estelionato de forma indireta.
Em 14 de maio de 2013, dezenove membros da igreja foram denunciados pelo Ministério Público do Espírito Santo pelos crimes de estelionato, formação de quadrilha e duplicata simulada. Segundo o próprio MPES, eles teriam praticado desvio de dízimo da igreja, envolvendo uma movimentação de, aproximadamente, 24,8 milhões de reais.  Antes, em março do mesmo ano, Gedelti e outros três membros da ICM haviam sido presos por coagir e ameaçar testemunhas do inquérito que investiga a igreja, conforme áudio que se tornou público na internet.
Além de Gedelti, que foi detido em casa, na Praia da Costa, Vila Velha; Antônio Angelo Pereira dos Santos, Antonio Carlos Rodrigues de Oliveira, Antonio Carlos Peixoto, Amadeu Loureiro Lopes, Carlos Itamar Coelho Pimenta e Jarbas Duarte Filho foram levados para o DPJ, passaram por exames no Departamento Médico Legal (DML) e foram encaminhados para o Centro de Detenção Provisória (CDP) de Viana. O pastor Arlínio de Oliveira Rocha teve prisão domiciliar decretada. Wallace Rozetti e Leonardo Meirelles de Alvarenga se apresentaram diretamente na delegacia, pela manhã. O interventor da instituição, Júlio Cezar Costa, foi destituído. A sede do presbitério da Maranata, em Vila Velha, foi interditada pela polícia.
Júlio Cezar Costa, que havia sido nomeado interventor da ICM, disse que foi comunicado de sua destituição por ordem judicial. Entretanto, o Ministério Público defende que a Igreja continuava sob o mesmo comando de forma dissimulada, havendo grande intimidade entre o interventor e os investigados. O novo interventor indicado foi Antônio Barroso Ribeiro.
Para justificar a saída dos 24,8 milhões de reais, notas fiscais frias teriam sido usadas. Mais de 900 mil reais foram gastos em uma papelaria, por exemplo, mas os produtos no local custam muito menos.
A própria Maranata investigou e chegou a mover uma ação contra o vice-presidente e o contador. Eles foram afastados dos cargos. Mas, para o Ministério Público, toda a direção da igreja pode estar envolvida no desvio do dinheiro dos fiéis. Ainda segundo informações publicadas no jornal "A Gazeta", as investigações do MP-ES apontam para a prática de vários crimes, como: estelionato, lavagem de dinheiro, falsidade ideológica, ameaça e formação de quadrilha.
A polícia ainda realizou busca e apreensão na casa dos acusados, escritórios e na Rádio Maanaim, local onde acontecia as reuniões com as testemunhas. Além de documentos e computadores, a Polícia Federal apreendeu uma arma de fogo. [carece de fontes?]
Em 2013, após concessão de Habeas Corpus pelo ministro Ricardo Lewandowski, do Supremo Tribunal Federal, os pastores Gedelti Victalino Teixeira Gueiros, Amadeu Loureiro Lopes e outros, então presos, tiveram a liberdade decretada até que o caso fosse julgado na primeira instância da Justiça Federal do Espírito Santo. O processo ainda está em andamento.
Em novembro de 2014, o Superior Tribunal de Justiça confirmou a legalidade de provas obtidas por escutas telefônicas, que os advogados dos investigados alegavam ser juridicamente nulas. A Fundação Manoel dos Passos Barros, ligada à igreja Cristã Maranata, também é investigada em ação de improbidade, movida pelo Ministério Público. A entidade é acusada de suposta fraude no uso de recursos públicos, obtidos através de emendas parlamentares.

## Homenagens - Jubileu de Ouro (2018)
Em 2018 a Igreja Cristã Maranata completou 50 anos de existência e, com isso, recebeu homenagens em todo o país, desde Câmaras Municipais ao Senado Federal do Brasil. No ano em questão, recebeu as seguintes honrarias:
- 7 de maio de 2018: Homenagem da Assembleia Legislativa do Estado do Espírito Santo;
- 25 de maio de 2018: Homenagem do Senado Federal;
- 11 de junho de 2018: Homenagem da Câmara Municipal de Vila Velha/ES;
- 30 de julho de 2018: Homenagem da Câmara Municipal de Vitória/ES;
- 1 de agosto de 2018: Homenagem da Câmara Municipal de São Paulo/SP;
- 17 de agosto de 2018: Homenagem da Câmara Municipal de Belo Horizonte/MG;
- 20 de agosto de 2018: Homenagem do Governo do Estado do Espírito Santo;
- 12 de setembro de 2018: Homenagem da Câmara Municipal de Juiz de Fora/MG;
- 20 de setembro de 2018: Homenagem da Câmara Municipal de Campinas/SP;
- 22 de novembro de 2018: Homenagem da Câmara Municipal de Guarapari/ES.

### Trabalhos acadêmicos
- Alencar, Gedeon Freire de (30 de novembro de 2012). Assembleias brasileiras de Deus: teorização, história e tipologia 1911- 2011 (Tese). Pontifícia Universidade Católica de São Paulo

- Alves, Leonardo Marcondes (13 de junho de 2017). «Igreja Cristã Maranata». Cham: Springer International Publishing (em inglês): 1–5. ISBN 9783319089560. doi:10.1007/978-3-319-08956-0_218-1

- Chung, Altamir Nin; Batista, Dimas; Bodart, Cristiano das Neves (2000). Instituição Política: Igreja Cristã Maranata (Resumo publicado em periódico[qual?]). Cachoeiro de Itapemirim

- Maciel, Moisés Brasil (2016). «Protestantismo brasileiro: a árvore, a teologia e o mosaico» (PDF). Programa de Pós-Graduação em Teologia da Pontifícia Universidade Católica do Rio Grande do Sul. Consultado em 24 de julho de 2021

- Silva, Drance Elias da (2008). «Neopentecostalismo, Dinheio, Dádiva E Representação Social do Divino». Pontifícia Universidade Católica de Minas Gerais. Interações (3): 169–188. ISSN 1983-2478. Consultado em 15 de julho de 2021

- Silva, José Carlos da; Nascimento, Maria Regina do (2014). «Neopentecostalismo "Corporativo"? A Igreja Mundial do Poder de Deus e a mercantilização de milagres e bens simbólicos à luz da Teologia da Prosperidade (1998-2014)» (PDF). Universidade Federal de Uberlândia. Consultado em 24 de julho de 2021

### Imprensa
- Cardoso, Letícia (11 de fevereiro de 2012). «Maranata:». gazetaonline.globo.com. A gazeta. Consultado em 10 de junho de 2021

- Bosco, João (19 de maio de 2018). «Maranata é uma das igrejas que mais cresce no Brasil». A Tribuna do Vale. Consultado em 7 de junho de 2021

- G1 ES (10 de março de 2012). «MP-ES abre inquérito para investigar desvio de dízimo na Igreja Maranata». G1 Espírito Santo. Consultado em 2 de julho de 2020

- G1 ES (2 de abril de 2013). «Interventor da Maranata no ES confirma uso indevido de dinheiro». Espírito Santo. G1 Espírito Santo. Consultado em 9 de junho de 2021
- G1 ES (14 de maio de 2013). «Ministério Público do ES denuncia 19 membros da Igreja Maranata». Espírito Santo. G1 Espírito Santo. Consultado em 9 de junho de 2021

- Nossa, Leandro; Monteiro, Amanda (24 de junho de 2013). «Fundador e pastores da Igreja Maranata são presos no ES». G1 Espírito Santo. Consultado em 2 de julho de 2020
- Perim, Mariana (2013). «Pastores presos agiam na Maranata mesmo afastados, diz MP-ES». G1 Espírito Santo. Consultado em 2 de julho de 2020
- Redação Vitória News (9 de outubro de 2018). «Os 50 anos da Igreja Cristã Maranata». Vitória News. Vitória News. Consultado em 8 de junho de 2021

- Redação Século Diário (10 de novembro de 2014). «STJ confirma legalidade de provas na investigação contra membros da Igreja Maranata». Século Diário. Século Diário. Consultado em 9 de junho de 2021

- Rover, Tadeu (21 de setembro de 2013). «Liminares do STF soltam membros da Igreja Maranata». Consultor Jurídico. Consultado em 23 de agosto de 2020

### Publicações institucionais
- Igreja Cristã Maranata (14 de dezembro de 2018). «Maranata 50 anos: um 2018 de homenagens». Gazeta Online. Consultado em 22 de outubro de 2020

- Igreja Cristã Maranata (21 de maio de 2021). «Há 53 anos, a Igreja Cristã Maranata anuncia o evangelho eterno». Veja. Consultado em 7 de junho de 2021

- Igreja Cristã Maranata (2021b). «Endereços no exterior». Igreja Cristã Manarata. Consultado em 8 de junho de 2021

- Igreja Cristã Maranata (2021c). «Presidentes». Igreja Cristã Manarata. Consultado em 8 de junho de 2021

- Igreja Cristã Maranata (2021d). «Site oficial da Igreja Cristã Maranata». Quem somos. Consultado em 9 de junho de 2021

### Outros
- Brinco, Joel Ribeiro (2003). Igreja Presbiteriana de Vila Velha: 50 anos de história. [S.l.]: Edição do autor

- Gueiros, Gedelti Victalino Teixeira (31 de outubro de 2020). Culto especial pelos 52 anos. Transmissão via satélite. [S.l.: s.n.]

- IBGE (2010). «Tabela 137: População residente, por religião». Instituto Brasileiro de Geografia e Estatística. Consultado em 22 de março de 2021

- IBGE (2010). «Censo do IBGE no Espírito Santo». Instituto Brasileiro de Geografia e Estatística. Consultado em 18 de maio de 2021

- IBGE (2010). População residente, por situação do domicílio e sexo, segundo os grupos de religião (PDF). censo. [S.l.]: Instituto Brasileiro de Geografia e Estatística. Consultado em 8 de junho de 2021